# Кохановский, Алексей Алексеевич
Алексей Алексеевич Кохановский (19 июня 1915, Николаевская область — 22 сентября 1996) — советский военнослужащий, участник Великой Отечественной войны, полный кавалер ордена Славы, помощник командира взвода стрелкового батальона 290-го гвардейского стрелкового полка, гвардии старший сержант — на момент представления к награждению орденом Славы 1-й степени.

## Биография
Родился 6 июня 1915 года в селе Ивановка Врадиевского района Николаевской области. Украинец. Окончил 5 классов. Был секретарем Ивановского сельского Совета.
В Красной Армии с 1937 по 1939 и с мая 1944 года. На фронте в Великую Отечественную войну с июня 1944 года. Участвовал в Львовско-Сандомирской и Сандомирско-Силезской операциях, уничтожении группировки противника в городе Бреслау и оппельнской группировки. Войну закончил в Чехословакии.
Помощник командира взвода стрелкового батальона 290-го гвардейского стрелкового полка гвардии младший сержант Кохановский отличился 4 августа 1944 года в бою за населённый пункт Домацыны. Во время наступления стрелковый взвод, в котором служил Кохановский, первым ворвался во вражеские траншеи и завязал бой. При этом было уничтожено три пулемётные точки и более двадцати солдат и офицеров противника. Продолжая наступать, взвод вырвался вперёд и оказался в тылу врага. Противники бросили на советских воинов большие силы пехоты. Кохановский умело вывел взвод из-под вражеского огня, первым ворвался в населённый пункт, где в рукопашной схватке уничтожил двоих противников.
Приказом командира 95-й гвардейской стрелковой дивизии № 027/н от 18 августа 1944 года за мужество, проявленное в боях с врагом, гвардии младший сержант Кохановский награждён орденом Славы 3-й степени.
12 января 1945 года при прорыве обороны противника на висленском плацдарме гвардии старший сержант Кохановский вместе со взводом преодолел минное поле и проволочные заграждения, в числе первых ворвался в траншею противника и уничтожил в ходе боя около десяти пехотинцев, а четырёх захватил в плен. Преследуя отступающего противника, взвод форсировал реку Гарна, вышел на вторую оборонительную полосу врага и на ней закрепился.
Приказом по 5-й гвардейской армии № 09/н от 7 февраля 1945 года гвардии старший сержант Кохановский награждён орденом Славы 2-й степени.
25 марта 1945 года в бою за населённый пункт в районе города Штрелен Кохановский первым ворвался в него со своим взводом. Было уничтожено более двадцати противников, захвачено два пулемёта, несколько фаустпатронов и другое стрелковое оружие. Будучи раненным, Кохановский не покинул поля боя до полного выполнения боевой задачи.
Указом Президиума Верховного Совета СССР от 15 мая 1946 года за мужество, отвагу и героизм, проявленные в борьбе с захватчиками, гвардии старший сержант Кохановский Алексей Алексеевич награждён орденом Славы 1-й степени.
В 1945 году демобилизован. Жил в родном селе. Работал учётчиком тракторной бригады в колхозе.
Награждён орденами Отечественной войны 1-й и 2-й степени, Славы 1-й, 2-й и 3-й степени, медалями.
Умер 22 сентября 1996 года.